# Handel Hendrix House
A Handel Hendrix House (korábban Handel & Hendrix in London) múzeum London Mayfair negyedében, amely a német származású angol barokk zeneszerző, Georg Friedrich Händel (angolosan Handel) és az amerikai rockénekes-gitáros, Jimi Hendrix életét és munkásságát mutatja be. A két korszakalkotó zenész több évszázados eltéréssel ugyanis a két szomszédos házban élt a Brook Street 25-ben, illetve 23-ban. 
Händel 1712-ben Londonban talált otthonra, és végül 1727-ben brit állampolgár lett. Händel volt az első lakója a Brook Street 25-nek, amelyet 1723-tól 1759-ben bekövetkezett haláláig bérelt, és ebben a házban is hunyt el. Szinte minden 1723 utáni művét, köztük számos legismertebb operáját, oratóriumát és ünnepi zenéjét ebben a házban komponálta és részben ott próbálta el, gyakorló szobájában számos billentyűs hangszer, többek között csembaló, klavikord és egy kis kamaraorgona is volt.
A múzeum a Brook Street 25 első és második emeletén található, gondosan felújított korhű helyiségekből áll, valamint a szomszéd 23-as számú házban található kiállítóhelyiségekből. 2016-ban a múzeum kibővült a Brook Street 23. számú ház felső emeleteivel, amely az 1960-as évek végén közel egy évig Jimi Hendrix otthona volt.

## Története
A 20. század elején többször is felmerült annak lehetősége, hogy Händel házát múzeummá alakítsák át a zeneszerző életének és munkásságának emlékére. 1959-ben a Viyella irodáiban Händel halálának 200. évfordulója alkalmából rendezett ünnepségen Stanley Sadie zenetudós felelevenítette az ötletet. Stanley és felesége, Julie Anne azonban csak az 1990-es évek elején tudták megalapítani a Handel House Trustot, hogy pénzt gyűjtsenek az épület megvásárlására és helyreállítására.
Összegyűjtöttek egy kiváló zenészekből és más támogatókból álló tiszteletbeli bizottságot, hogy segítsék az adománygyűjtést és nevüket adják a projekthez. 1996 áprilisában a Trust elnyerte a Heritage Lottery Fund támogatását, és megkezdődtek a tárgyalások a Co-operative Insurance Societyvel, amely 1971 óta a tulajdonjogot birtokolta, a bérleti jog megvásárlásáról. Kezdetben azt remélték, hogy a Brook Street 25. számú ház és a Brook Street 23. számú ház felső emeleteit teljes egészében megvásárolhatják az új múzeum számára. Ekkor azonban a tulajdonosok úgy döntöttek, hogy nem adják ki a Brook utca 25 földszintjén lévő kiskereskedelmi egységet.
2000 júniusában a The Handel House Trust aláírta a Brook Street 25. és 23. szám alatti épületek felső emeletének bérleti szerződését, és egy hónapon belül megkezdődtek az építési munkálatok. A kiterjedt felújítási munkálatok után a Handel House Museum 2001. november 8-án nyitotta meg kapuit a nagyközönség előtt.
2007-ben a Handel House Trust 999 évre szóló bérleti szerződést kötött a Brook Street 25. szám alatti ház egészére, és kétszakaszos tervet dolgoztak ki Jimi Hendrix lakásának felújítására a Brook Street 23. szám alatti felső emeleteken, valamint Händel házának földszintjén és alagsorában a Brook Street 25. számú ingatlanban. Ennek első fázisaként – ismét a Heritage Lottery Fund támogatásával – új stúdiótermet, az összes emeletre kiterjesztett liftes megközelítési lehetőséget és további látogatói létesítményeket alakítottak ki, amelyeket 2016 februárjában nyitottak meg. A második fázis, a The Hallelujah Project egy 2021-ben indult ambiciózus építési projekt, amelynek célja a nagy zeneszerző, Händel londoni otthonának teljes körű helyreállítása , valamint a rocklegenda Jimi Hendrixről szóló új történetek bemutatása.

## A múzeum részei

### 25 Brook Street
2022-ben a fenntartó alapítvány bejelentette, hogy a londoni Handel & Hendrix 3 millió fontos projektbe kezdett, amelynek célja, hogy Händel teljes házát első ízben megnyithassák a nagyközönség előtt. A sikeres bővítés után a következő helyiségeket nyitották meg a nagyközönség előtt:
- Próbaterem és előadóterem

Az első emeleten, a ház elején található, ezt a helyiséget Händel az 1730-as évektől kezdve próbateremként használta. Korabeli énekesek portréit és a flamand Ruckers cég kétmanuálos csembalójának reprodukcióját tartalmazza. A csembalót koncerteken használják, és a nagyközönséghez tartozó zenészek is használhatják.
- Komponáló terem

Az első emeleten, a ház hátsó részében található az a szoba, amelyben Händel a leghíresebb műveit, köztük a Messiást komponálta. Itt található Händel és Charles Jennens, Händel barátjának és a Messiás librettistájának portréja.
- Londoni szoba

A ház hátsó részén, a második emeleten található, Händel öltözőszobájaként szolgált, és eredetileg egy kis öltözőhöz volt csatlakoztatva.
- Hálószoba

A második emeleten, a ház elején található, valószínűleg ez az a szoba, ahol Händel meghalt. Halála után néhány hónappal teljes leltárt készítettek. A bútorok között leírtak egy nagy méretű, baldachinos ágyat, amely hasonló a mostani szobában kiállított darabhoz.

### 23 Brook Street
A múzeum a szomszédos Brook Street 23. szám alatti épület felső szintjeit foglalja magába, amely 1968-1969-ben Jimi Hendrix amerikai rockénekes-gitáros otthona volt. Ezeket a helyiségeket időszakos kiállításokra és rendezvényekre használták, de egy sikeres adománygyűjtés után 2016 februárjában „Händel és Hendrix in London” néven megnyitották ezeket és Hendrix lakáának többi helyiségét a nagyközönség előtt. 2016-tól az egyik állandóan itt látható kiállítási tárgy Hendrix régi lemezeinek gyűjteménye. Mindkét ház homlokzatán kék emléktábla jelzi a lakók nevét.

## Fordítás
- Ez a szócikk részben vagy egészben  a   Handel Hendrix House című angol Wikipédia-szócikk ezen változatának fordításán alapul.  Az eredeti cikk szerkesztőit annak laptörténete sorolja fel. Ez a jelzés csupán a megfogalmazás eredetét és a szerzői jogokat jelzi, nem szolgál a cikkben szereplő információk forrásmegjelöléseként.